# 普雷里萊克鎮區 (明尼蘇達州聖路易斯縣)
普雷里萊克鎮區（英語：Prairie Lake Township）是位於美國明尼蘇達州聖路易斯縣的一個行政鎮區。

## 地方資料
普雷里萊克鎮區的面積為92.46平方千米，當中陸地面積為91.66平方千米，而水域面積為0.80平方千米。根據2020年美國人口普查的數據，當地共有人口45人，而人口密度為每平方千米0.49人。